# Lijst van managers van Rijkswaterstaat
De lijst van managers van Rijkswaterstaat bevat alle managers die leiding gegeven hebben aan een regionale of specialistische eenheid van Rijkswaterstaat. Vanaf 1903 was het hoofd van een dergelijke organisatie doorgaans een hoofdingenieur-directeur. Daarvoor werd gesproken van een hoofdingenieur. De naam hoofdingenieur werd in zijn Franse vorm l'ingenieur en chef voor het eerst gebruikt in 1811 toen het Koninkrijk Holland door Napoleon Bonaparte werd ingelijfd bij het Franse Keizerrijk. Daarvoor werd het hoofd van een regionale eenheid aangeduid als inspecteur van de Waterstaat. In de lijst zijn tevens de hoogste chefs van de organisatie opgenomen omdat zij doorgaans eerder in hun loopbaan een rol als regionale chef vervulden. Deze hoogste chefs zijn ook afzonderlijk vermeld in de lijst van directeuren-generaal Rijkswaterstaat.
Vanwege de omvang is deze lijst opgesplitst in kleinere delen:
- Lijst van inspecteurs van de Waterstaat (1800-1811)
- Lijst van hoofdingenieurs van de Waterstaat en Rijkswaterstaat (1811-1903)
- Lijst van hoofdingenieurs-directeuren van Rijkswaterstaat (1903-heden)